# República Partisana de Càrnia
La República Partisana de Càrnia o República Lliure de Càrnia fou una entitat políticament autònoma constituïda pels partisans italians a l'Alt Friül durant la Segona Guerra Mundial el 1944.

## Història
La República va néixer l'1 d'agost de 1944 i va ser precedida per la convocatòria dels representants de cada municipi de Càrnia que, al seu retorn a llurs municipis, van procedir a establir els Comitès municipals d'Alliberament Nacional. L'11 d'agost, els tres comitès de la vall (Alt Tagliamento, Degano i Bût), que havien participat en l'establiment de la Zona Lliure, van donar a llum al Comitè d'Alliberament Nacional de Càrnia. La República va deixar d'existir el 8 d'octubre del mateix any a causa de la contraofensiva duta a terme per la Wehrmacht amb l'ajuda de les tropes feixistes de la Milícia de Defensa Territorial i els soldats cosacs amb l'Operació Ataman.
Unes setmanes més tard va seguir el naixement de la República Partisana d'Ossola i, malgrat haver tingut una vida molt curta, va ser la zona franca més gran de tot el nord d'Itàlia. De fet, es va estendre per 2.580 km², va incloure fins a 40 municipis i va tenir més de 80.000 habitants. La ciutat d'Ampezzo, a la Val Tagliamento, va ser establerta com la capital.
Entre els principals exponents d'aquesta experiència es troben Mario Lizzero «Andrea», comissionat de les Brigades Garibaldi, Don Aldo Moretti «Lino», natural d'Osoppo i membre de Democràcia Cristiana (DC), Gino Beltrame «Emilio», del Partit Comunista Italià, Nino Del Bianco «Celestino», Del Partito d'Azione, Manlio Gardi, del Partit Liberal Italià (PLI) i representants locals, com els socialistes Giovanni Cleva i Dino Candotti, Luigi Nigris de DC, Umberto Passudetti del PLI, Romano Marchetti «Da Monte» d'Ossoppo.

### Els municipis
| Comuna              | Província actual | Habitants (en 31/12/1943) |
| ------------------- | ---------------- | ------------------------- |
| Ampezzo             | UN               | 2494                      |
| Andreis             | PN               | 1090                      |
| Arta Terme          | UN               | 4455                      |
| Barcis              | PN               | 1092                      |
| Bordon              | UN               | 1467                      |
| Cavazzo Carnico     | UN               | 1658                      |
| Cercivento          | UN               | 1227                      |
| Cimolais            | PN               | 1078                      |
| Claut               | PN               | 2222                      |
| Clauzetto           | PN               | 1775                      |
| Comeglians          | UN               | 1814                      |
| Enemonzo            | UN               | 2456                      |
| Erto e Casso        | PN               | 2048                      |
| Forgaria nel Friuli | UN               | 3107                      |
| Forni Avoltri       | UN               | 1664                      |
| Forni di Sopra      | UN               | 2027                      |
| Forni di Sotto      | UN               | 1533                      |
| Frisanco            | PN               | 1704                      |
| Lauco               | UN               | 2651                      |
| Ligosullo           | UN               | 447                       |
| Lorenzago di Cadore | BL               | 854                       |
| Meduno              | PN               | 2698                      |
| Ovaro               | UN               | 3969                      |
| Paluzza             | UN               | 4067                      |
| Paularo             | UN               | 4140                      |
| Prato Carnico       | UN               | 2519                      |
| Ravascletto         | UN               | 1582                      |
| Raveo               | UN               | 774                       |
| Rigolato            | UN               | 2161                      |
| Sauris              | UN               | 896                       |
| Sappada             | UN               | 1325                      |
| Socchieve           | UN               | 2392                      |
| Sutrio              | UN               | 1716                      |
| Tramonti di Sopra   | PN               | 1838                      |
| Tramonti di Sotto   | PN               | 2223                      |
| Trasaghis           | UN               | 3909                      |
| Treppo Carnico      | UN               | 1456                      |
| Verzegnis           | UN               | 1825                      |
| Vila Santina        | UN               | 1889                      |
| Vito d'Asio         | PN               | 3047                      |

Altres llocs van estar només parcialment involucrats, essent sotmesos a un fort control per les forces d'ocupació: Amaro, Castelnovo del Friuli, Cavasso Nuovo, Moggio Udinese, Pinzano al Tagliamento, Tolmezzo, Travesio i Montereale Valcellina.